# Ford T-modell
A Ford T-modell (angolul Ford Model T) elnevezésű autót 1908 szeptemberétől 1927 októberéig gyártotta Henry Ford cége, a Ford Motor Company. Beceneve Tin Lizzy volt. Ez a modell tette lehetővé a középosztálybeli amerikaiak számára az utazást, és ez számít az első megfizethető autónak is, ami többek között a Frederick Winslow Taylor által feltalált futószalagnak volt köszönhető.
Az autó páratlan sikerének alapja a konstrukció egyszerűsége és célszerűsége volt, amelyet az akkori viszonyok között újdonságnak számító anyagok és technológiai alkalmazások is segítettek. Népszerűségének okán több mint tizenötmillió darabot gyártottak belőle. 1914-ben a Ford több autót gyártott, mint az összes többi járműgyártó együttvéve. A gyártókapacitás csúcsát 1925 jelentette, amikor napi 9–10 ezer autó gördült le a gyártósorról, és ez éves szinten már a kétmilliót is meghaladta. A gyártott darabszám tekintetében más autótípus egészen 1972-ig nem tudta ezt felülmúlni, akkor elsőként a Volkswagen Bogár volt képes megelőzni.
Ez a modell magyar szempontból is nagy jelentőségű, hiszen tervezői csapatában két neves autókonstruktőrünk is jelen volt, Galamb József és Farkas Jenő. Ellentmondás is kialakult körülötte, hiszen a T-modellt egy nemzetközi szakzsűri szavazása során a 20. század autójává választották. Ugyanakkor szerepel a világ ötven legrosszabb autójának listáján is, ahol az egyszerű karosszéria és belső tere miatt a Zastavához hasonlították, holott éppen ez volt az előnye, mivel így alacsonyan lehetett tartani az árát. Az autó mindenesetre legendássá vált, amelyből magánszemélyek és múzeumok is sokat megőriztek. Magyarországon a Közlekedési Múzeumban, valamint a Bánki Donát Gépész és Biztonságtechnikai Mérnöki Kar (ahol Galamb József folytatta tanulmányait) épületében egy-egy tökéletes állapotú, a makói Galamb József Szakközépiskolában pedig egy felújított T-modell látható. Szülővárosában még egy üzemképes, szintén old timer-rendszámú példány szolgálja emlékezetét, ünnepi alkalmakkor az utcákat járva.

## Története
Amikor Henry Ford megalapította vállalatát, a Ford Motor Companyt, a világ útjain még körülbelül csak 200 000 gépkocsi közlekedett. Ekkor az autó ritka luxuscikknek számított, s ezeket egyéni kívánságra, egyedi alkatrészekből szerelték össze, így a javításuk nehézkes és nagyon költséges volt. 1908-tól, gyökeres változást hozva, a T-modell tette népszerűvé az autózást Amerikában. Az első sorozatgyártású Bádog Böskét 1908. augusztus 12-én gyártották le, és szeptember 27-én hagyta el a detroiti Piquette gyárat. 1927. május 26-án Henry Ford már azt nézhette, ahogy a Highland Park-beli (Michigan) szerelőszalagot elhagyta a tizenötmilliós darabszámot elérő T-modell.

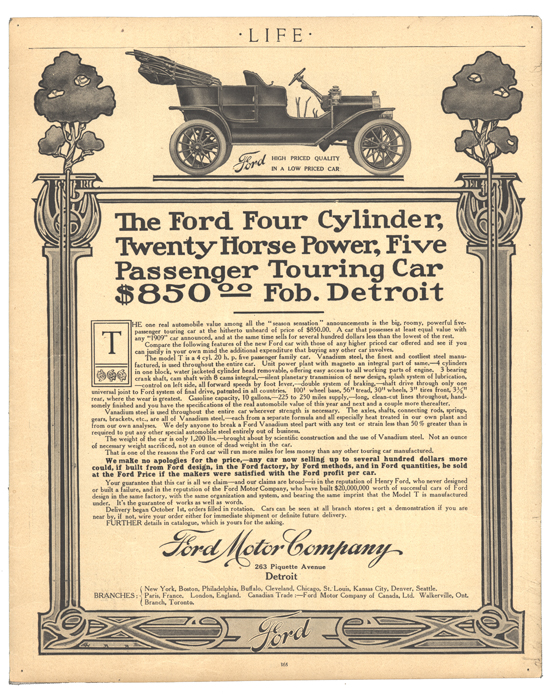
Ford T-modell hirdetés a LIFE magazinból, 1908. október

Az 1903-as gyáralapítás óta, a T-modellt megelőzően, több Henry Ford által gyártott autó is forgalomba került. Annak ellenére, hogy az elsőt A-modellnek hívták, nem jelenti azt, hogy 19-féle autót gyártottak előtte, mivel voltak ezek között olyanok is, amik csak prototípusok maradtak. Közvetlenül a T-modell előtt az S-modell volt, ami egy továbbfejlesztett változata az N-modellnek, míg a T-modell utódja az A-modell lett (az U-modell helyett). Ezt a vállalat azzal magyarázta, hogy az új autó merőben eltérő volt. Henry Ford elölről akarta kezdeni a számozást. A T-modell volt az első autó, aminek a tömeggyártása mozgó futószalagon, tipizált, csereszabatos alkatrészekkel készült, és piacként a középréteget célozta meg (a legelső tömegesen gyártott autó az Oldsmobile Curved Dash volt).
Ford ezt mondta az autóról:
Nagy tömegeknek szánt autót fogok építeni. Elég nagy lesz egy családnak, de mégis elég lesz egyetlen ember, aki kezeli és jó karban tartja. A legjobb anyagokból, a legjobb szakemberek fogják összeszerelni, és a modern mérnöki munka legegyszerűbb konstrukcióira fog épülni. Ennek ellenére annyira olcsó lesz, hogy bárki, akinek jó fizetése van, képes lesz megvásárolni, és családjával együtt élvezni azt az áldott időt, amit Isten nagyszerű nyílt terei nyújtanak.

## Műszaki leírás

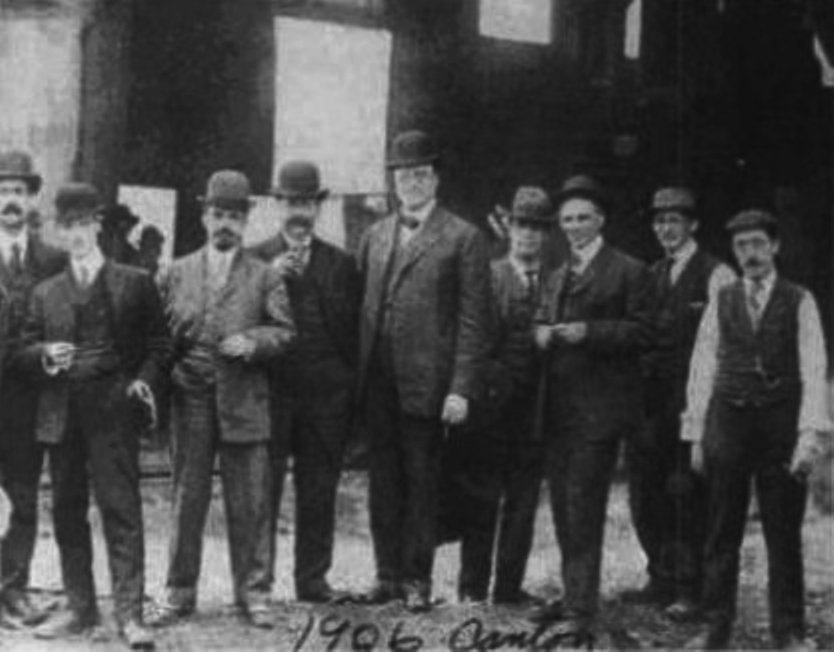
A króm-vanádium acél születése címen nyilvántartott kép. Balról a 3. J. Kent Smith. Jobbról a 3. Henry Ford. A kép az United Alloy Steel of Canton, Ohióban legyártott első ötvözet legyártása után készült

A Ford T-modellt Childe Harold Wills, Galamb József és Farkas Jenő tervezte. Rajtuk kívül még Henry Love, C. J. Smith, Gus Degner és Peter E. Martin vett részt különböző tervezési feladatokban. Harold Wills kohász volt, és ő volt a Ford Motor Company főkonstruktőre. Nagy érdeme, hogy a motor egyes részeit vanádiumacélból tervezte, mely nagyobb szilárdsága miatt könnyebb alkatrészek készítését tette lehetővé az abban időben használt más ötvözetekhez képest.
A gyártást 1908 harmadik negyedévében kezdték el. Manapság a gyűjtők gyakran a gyártási év, vagyis az évjárat szerint hivatkoznak az autókra. Így az első T-modellt 1909-es évjáratúnak nevezik. Ez egy utólagos elnevezési rendszer, mert akkoriban ez a csoportosítási módszer nem létezett. Ugyan a típus megnevezése „T-modell” volt, ennek ellenére a jármű két évtizedes gyártása során több revízió is történt.

### A motor és az indítás módszere
A T-modell orrában egy 2,9 literes, soros, négyhengeres motor helyezkedett el. Mind a négy henger egy közös öntvényben, a motorblokkban volt, mint manapság, nem pedig hengerenként egy-egy öntvényben, mint ahogy az akkoriban megszokott volt. Teljesítménye 20 LE (15 kW) volt, a végsebessége 64–72 km/h. A világújdonságnak számító, oldalszelepelt motort levehető hengerfejjel szerelték, így a motor javítása és karbantartása lényegesen könnyebb lett. A hivatalos források szerint a T-modell fogyasztása 11-18 liter/100 km körül alakult. A motor nemcsak benzinnel, hanem petróleummal és etil-alkohollal is képes volt működni, azonban az alkohol használata gazdaságtalan volt a benzin csökkenő ára miatt, majd a szesztilalom idejében lehetetlenné is vált a használata.
A motor gyújtógyertyás mágnesgyújtással működött, vagyis a lendkerékre szerelt gyújtómágnes indukálta azt a nagyfeszültséget, ami a gyertyán a szikrát biztosította. A gyújtásidőpontot a kormányoszlopra szerelt kar segítségével lehetett beállítani. A kézi indítás nem mindig nyújtott elegendő feszültséget az autó beindításához, akkumulátort is lehetett használni, amely azonban egészen 1926-ig nem volt az alapfelszereltség része, annak ellenére, hogy az akkumulátor helyére utaló „bat” címke már az összes T-modellen megtalálható volt. 1915-ben, amikor az acetilénlámpák helyett az elektromos fényszórókat bevezették, az elektromos rendszert továbbfejlesztették annak érdekében, hogy biztosítsa a fényszórók, helyzetjelzők és a hangjelző kürt működtetését is. A legtöbb 1919 után eladott járműben már benne volt az elektromos önindító, amit a padlón lévő gombbal, bal lábbal lehetett működésbe hozni.
A T-modell bekurblizása előtt a gyújtást kézzel kellett beállítani (az előgyújtást levenni), máskülönben a motor „visszarúgott” volna. A kézi indítókart nagy odafigyeléssel kellett használni, úgy hogy a hüvelykujj a többivel azonos oldalon legyen, mert a visszarúgás a hüvelykujjat akár le is szakíthatta. A legtöbb T-modellen a gyújtás késleltetése a hűtő alatt található tokos huzal segítségével volt megoldható, amit bal kézzel lehetett működtetni. Ezt még a motor beindítása előtt meg kellett tenni, majd egy gyors mozdulattal az indítókart jobbra meg kellett forgatni. A sikeres beindításhoz elég volt pusztán egy erőteljes, felfelé rántással fél fordulatot megtenni az indítókarral. Ez a gyors indítás a motor kis lökettérfogatának és alacsony sűrítésének volt köszönhető. Azonban a kocsi egyik nagy hibája az volt, hogy az előgyújtás és egyéb szabályozó karok pontos beállítása mellett is megesett néha, hogy beindításkor magától elindult az autó, akár balesetet is okozva.
A jármű 38 literes üzemanyagtartályát az első ülés alá, a vázra szerelték. Mivel Ford, AC-pumpa (üzemanyag-szivattyú) nem lévén, a gravitációra bízta az üzemanyag porlasztóba való eljutását, a T-modell nem volt képes meredekebb emelkedőkre felmenni, főként, ha a tartályban már csak kevés üzemanyag maradt. A megoldás ilyenkor az volt, hogy hátramenetben kellett felmenni az emelkedőre. 1926-ban a legtöbb modellen az üzemanyagtartály előbbre és magasabbra, a motorháztető alá került.
Az első tervek arról szóltak, hogy a motorblokkokat a detroiti Lakeside öntödében fogják készíteni, de később, mielőtt több blokk elkészült volna, Ford visszamondta a megállapodást.
Az első pár száz T-modellben a motorhűtővíz keringtetését egy vízpumpa végezte, amit már a gyártás korai szakaszában elhagytak, mivel a rendszert a sokkal olcsóbb és megbízhatóbb hőszifonra bízták. Ennek működése azon alapult, hogy a meleg víz sűrűsége kisebb, így az a motor, majd a hűtő tetejébe áramlik, ahol miután lehűlt, cirkulálva visszatér a motorba. Egészen a keresztáramú hőcserélő megjelenéséig ez volt a víz útja minden vízpumpával működő autóban is. A vízpumpa több típusát gyártották pótalkatrészként.

### Váltómű- és vezérműmeghajtás
A T-modell hátsókerék-meghajtású volt. A váltóműve háromsebességes, bolygóműves (áttétel)váltónak volt meghirdetve, de a mai szaknyelv kétsebességesnek nevezi, hiszen a harmadik fokozat a hátramenet volt. A megelőző autók egyik legnagyobb műszaki problémáját a sebességváltó jelentette. A 20. század autójának sikere az egyszerűsége, az újdonságnak számító anyagok és technológiák alkalmazása mellett nagyban a megbízható sebességváltónak volt köszönhető. A Galamb József által tervezett bolygóműves váltót a 19 évig tartó gyártás során nem kellett lényegesen módosítani.
A T-modell váltóműve három pedállal és a vezetőülés út felőli oldalára kívülre szerelt váltóműkarral volt működtethető. A gázszabályozás, vagyis a fojtószelep állítása a kormányon lévő karral történt. A bal oldali pedállal lehetett sebességbe tenni a járművet. A váltómű karjának középső vagy teljesen előretolt állásában és a bal pedál benyomva tartásával az autó kis sebességbe kapcsolt. A pedált közbenső helyzetben tartva üresbe lehetett tenni, ezt a váltóműkar függőleges állásba helyezésével is el lehetett érni. A kar előretolásával és a pedál felengedésével lehetett magasabb sebességbe kapcsolni abban az esetben, ha a váltómű karja teljesen előre volt tolva. A sebességváltást mechanikus tengelykapcsoló (kuplung) biztosította. Ezzel nagyobb sebességben a jármű úgy haladt, hogy a vezetőnek nem kellett semmilyen pedált sem használnia. Amikor a jármű üresben volt, a középső pedállal lehetett hátramenetbe váltani, a jobb oldalival pedig a hajtóműféket lehetett működésbe hozni. Mai értelembe vett fékek nem voltak a kerekeken. Fékezéskor nem a kerekeket, hanem az áttételt fogta az differenciálműre ható fék. A padlóra szerelt kart behúzva a kéziféket is vezérelte, ami vészfékként is funkcionált.
Habár nem volt gyakori, a váltómű elállítódása lehetővé tette az autó üresjárati beállításának elcsúszását, különösen hidegben. Ez még veszélyesebbé tette az amúgy sem veszélytelen beindítást, a jármű fellökhette az éppen beindítani akaró személyt annak ellenére, hogy a váltó üresben volt. Mivel a jármű nedves tengelykapcsolót használt, ez a veszély akkor is fennállt, amikor a hideg miatt besűrűsödött hidraulikaolaj akadályozta a tengelykapcsoló tárcsáit a szabad mozgásban. A teljesítmény egy kardáncsuklóval a kardántengelyre kapcsolódva jutott el a differenciálműig, ami a hátsó kerekeket hajtotta meg. Néhány modellt (általában teherautókat, de elérhető volt személyautók számára is) lehetett kétsebességes Ruckstell típusú hátsó tengellyel rendelni, ami egy, a padlóra szerelt váltókar segítségével a hegymenethez új (felező) fokozatot biztosított, ennek segítségével már könnyebben vette a kapaszkodót. A váltómű fogaskerekei vanádiummal ötvözött acélból készültek, és olajfürdőben működtek.

### Felfüggesztés és kerekek

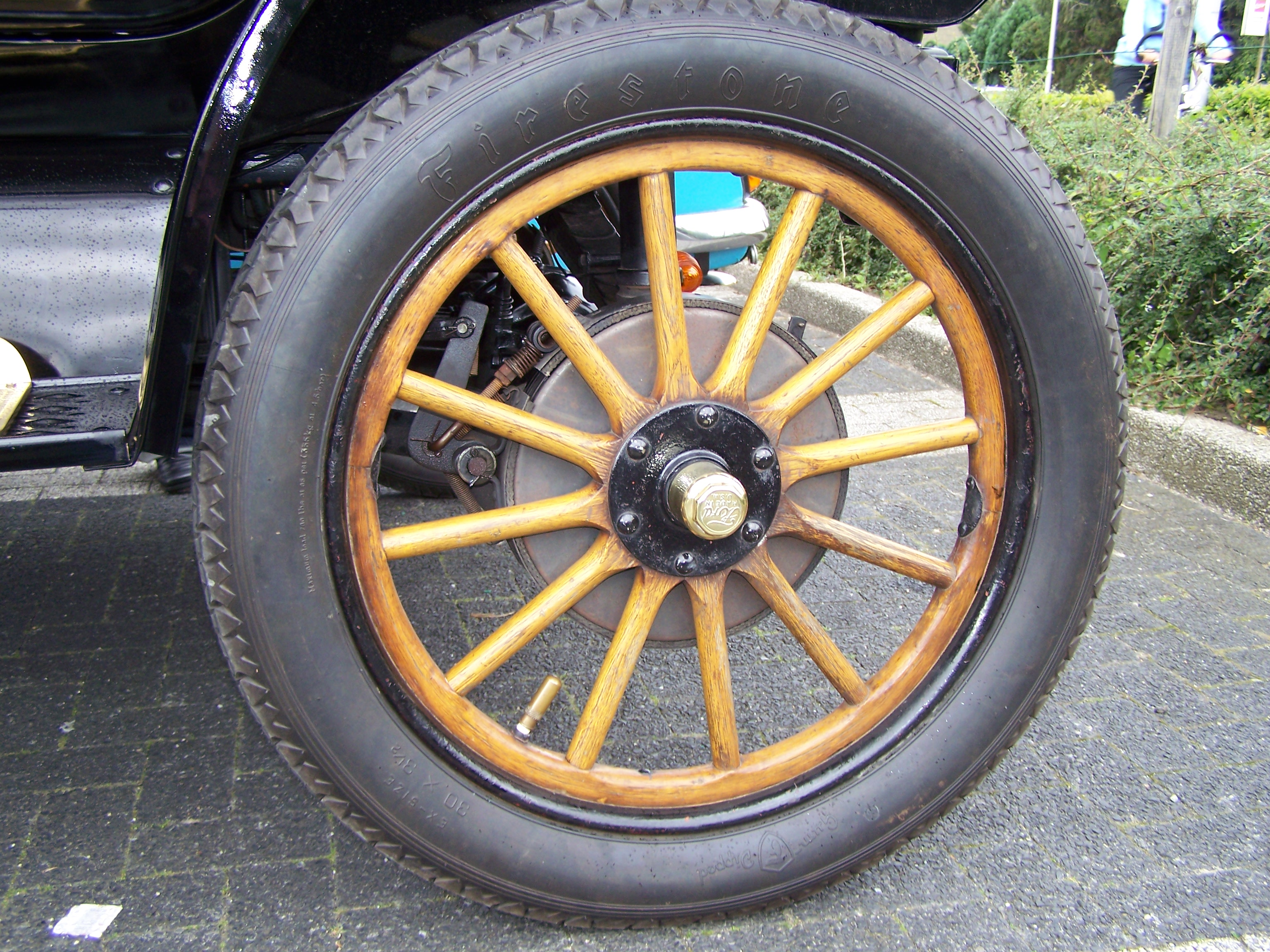
Ford T-modell fakereke, 1914-ből

A T-modell keresztirányban elhelyezett félelliptikus rugókat alkalmazott mind az első, mind a hátsó tengelynél. Ezek merev tengelyek voltak, nem úgy, mint a mai független felfüggesztések, mert ezek nyújtottak elegendő stabilitást az akkori földutak leküzdésére.
Az első tengely egy darabban, süllyesztékben kovácsolt vanádiumacélból készült. A T-modellnek nem volt modern üzemi fékje. A jobb pedál a váltóműben lévő szalagféknek köszönhetően lassította a hátsó kerék forgását. Az előbbiekben említett kézifékkar használatakor egy hasonló szalagfék a hátsó kereken lévő dob segítségével meggátolta a járművet az elmozdulásban.
A kerekek fából készültek. 1926-ban és 1927-ben hegesztett acélküllőket is lehetett rendelni. A kerekek felfújhatók és gumiperemesek voltak, 76 cm átmérőjűek, hátul 8,9 cm, elöl 7,5 cm szélesek. A gumiperemes kerekekbe lényegesen nagyobb nyomás kellett, mint a mai kerekekbe, körülbelül 410 kPa, hogy nagyobb sebességnél ne hagyják el a keréktárcsát. A nagy nyomás és az úton elhagyott, lópatkókból kiesett szegek miatt a defektek igen gyakoriak voltak.
1925-ben elérhetővé váltak a maihoz hasonló gumiabroncsok. Méretük 53×11 cm volt mind a négy keréken. Az abroncs oldalát acélhuzalokkal erősítették meg, ami lehetővé tette a kisebb keréknyomást (megközelítőleg 240 kPa), így puhábbá vált a rugózás, és nem rázott annyira az autó. Az abroncsméret elnevezése megváltozott, tehát az újabb 53 cm (keréktárcsaátmérő) ×11 cm (abroncsszélesség) keréknek körülbelül ugyanakkora külső átmérője volt, mint az előd 76 cm-es átmérőjű keréknek. Ekkoriban minden abroncs gumibelsővel készült, szemben a mai belső nélküli abroncsokkal. A tengelytáv 254 cm, míg a szabvány keréktáv 142 cm, illetve külön kérésre 152 cm volt.

### Az autó kivitelének változtatásai
Az első T-modelleknek sárgaréz lámpájuk és hűtőjük volt. Emellett a duda és számos más kisebb elem is sárgarézből készült. Az első szériákban legfőképp nyitott túraautók és szintén nyitott kétüléses kisautók voltak, hisz ezeket olcsóbb volt gyártani, mint a zárt kocsiszekrényűeket. Érdekesség, hogy például a lökhárítót extraként, külön lehetett megvásárolni. Az 1911 előtti amerikai modelleknél nem volt ajtó a sofőr számára, ez az 1911-es túraautóknál jelent meg először. 1915-ben bemutatkoztak a zárt kocsiszekrényű autók, szedánok, kupék és teherautók. A T-modell alvázára épülve kifejlesztettek egy külön teherautóalvázat és hozzá felépítményt is, aminek a neve TT-modell volt. A fényszórók eredetileg acetilénnel működtek, de 1910 után megjelent az elektromos fényszóró, amit eleinte a gyújtómágnesről működtettek, egészen a jármű elektromos rendszerének frissítéséig, amikor is a járművet felvértezték akkumulátorral, generátorral és önindítóval, így a fényszórókat már az akkumulátor látta el energiával.
A T-modell gyártási rendszere jól bemutatja a kezdeti tömeggyártást: kifejezetten hatékony volt, de bárminemű gyártásbeli változtatás csak nehézkesen volt véghezvihető. Ennek ellenére, a sok kisebb változtatás mellett, több nagyobb és könnyen látható változás is volt a T-modell élete során. Legtöbbjükre a gyártás megkönnyítése céljából volt szükség, de a közhiedelemmel ellentétben voltak olyan változtatások is, amelyek a jármű kialakításán változtattak, és olyanok is, amikkel újabb technológiai vívmányok kerültek a járműbe. A vállalat egyik nagy gondja maga a T-modell hírneve volt, miszerint az autó nem változik és „már kifogástalan”, így elég kockázatos volt beismerni, hogy a változtatásokra igenis szükség volt.

### Színek
1918-ra az amerikai autók fele T-modell volt. Ford azt írta az önéletrajzában, hogy 1909-ben a következőket mondta a saját vezetőségének: „Akármelyik vevő akármilyen színű autót vehet addig, amíg a választott színe a fekete”. Azonban a gyártás első éveiben, 1908-tól 1914-ig, a T-modell nem volt kapható feketében, csak szürkében, zöldben, kékben és vörösben. A zöldet a túraautók, a városi autók, a kupék és a Landauletek kaphatták. A szürkét csak a városi autók, a pirosat csak a túraautók. 1912-re minden járművet sötétkékre festettek, fekete sárhányóval. Csak 1914-ben vezették be az „akármilyen szín, amíg az fekete” irányelvet. Ford azért javasolta 1914-től 1926-ig a fekete szín használatát, mert ez a szín volt a legolcsóbb és a legellenállóbb. A jármű gyártása során a Ford több mint harmincféle feketét használt az autó különböző részein. Erre azért volt szükség, mert így a különböző részeken eltérő lehetett például a száradási idő.
Az 1920-as években változást jelentett, hogy kék, sárga és szürke T-modellek kerültek forgalomba, de ez már nem elégítette ki a vevőket, hiszen ennél már lényegesen többre vágytak. Az új formák és a nagyobb sebesség iránt megmutatkozó kereslet az évtized végére ezt az autótípust kiszorította a piacról.

## Különböző alkalmazási területek

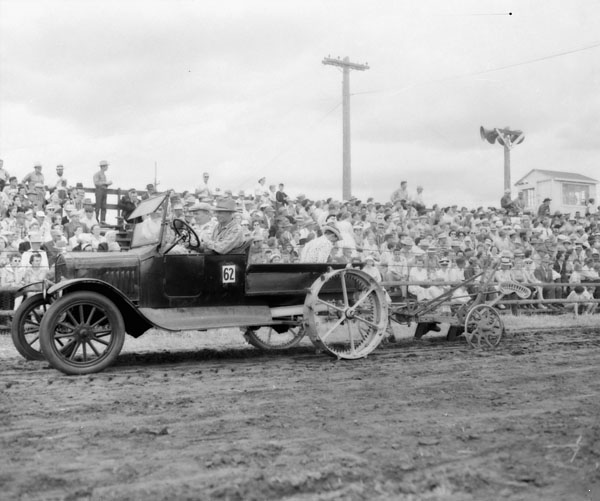
A farmert segítő, házilag átalakított T-modell

Amikor a T-modellt tervezték és megjelent, a világ infrastruktúrája lényegesen különbözött a maitól. A szilárd útburkolat ritkaság volt, kivéve a járdákat és pár nagyváros utcáit. Az emberek többsége mezőgazdasággal foglalkozott, és a gyárakon kívül ritkán lehetett gépi szerszámokkal találkozni, mint ahogy a hozzájuk szükséges elektromos hálózat is általában csak a nagyobb városokban épült ki. Észak-Amerikában és Európában a vidéki elektromos hálózat fejlesztése és a gépesítés csupán kezdetleges volt, míg máshol ez a folyamat még el sem kezdődött.
Henry Ford a valóságos igényekre alapozva állította fel a T-modellel szembeni követelményeket. Következésképpen járműve majdnem annyira volt egy mezőgazdasági vontató vagy stabil motor, mint amennyire autó. A terepjáró-képességének és robusztusságának köszönhetően, a T-modell mindig is felhívta magára a figyelmet. Képes volt köves, sáros földutakon menni, átgázolni sekély folyókon, megmászni egy meredekebb emelkedőt, és aztán a kerekét leszedve különböző gépi szerszámokat, vízszivattyúkat meghajtani, vagy akár generátorként működni. Az 1922-es októberi Fordson Farmer című havilapban a T-modell egy igen egyedi felhasználási módjáról olvashatunk, miszerint egy pap mozgó templommá alakította autóját, amiben még egy kisebb orgona is elfért. Ebben a korszakban egész autókat (beleértve több száz T-modellt) alakítottak át élelmes tulajdonosaik például mezőgazdasági vontatóvá vagy fafűrésszé.
Tucatnyi, utángyártott alkatrészeket előállító cég árult készletből, hogy megkönnyítsék a T-modellek mezőgazdasági vontatóvá való átalakítását. A T-modell óriási űrt töltött be egy olyan világban, ahol csak elvétve fordultak elő gépesített földművelők. Mint ahogy a korszak sok más népszerű autómotorjából, a T-modelléből is csináltak házilag épített repülőgépeket és motorcsónakokat. Sok T-modellt olyan járművekké alakítottak át, amelyek képesek voltak akár a vastag hóban is közlekedni, ezt különböző hátsókerék módosításokkal (néha egy plusz tengelyt rakva a hátsó kerék mögé, és ezt a két tengelyt lánctalpakkal összekötve gyakorlatilag egy félhernyótalpas jármű lett a T-modellből) és az első kerekek sílécre történő cseréjével érték el. Ezek a járművek Kanada északi területein igen népszerűek voltak, ahol külön gyárakat is létesítettek, amelyek ezt a változatot gyártották.
Az autót nemcsak a mezőgazdaságban, hanem katonai célra is alkalmazták. Az első világháborúban katonai szállító, tűzoltó és egészségügyi gépjárműként látott el feladatokat. Alvázát felhasználva, Tadeusz Tański mérnök tervei alapján átépített változata páncélautóként működött. Ez volt a Ford FT–B, amely jármű a lengyel haderő kötelékében harcolt a lengyel–szovjet háborúban.

### Traktorok

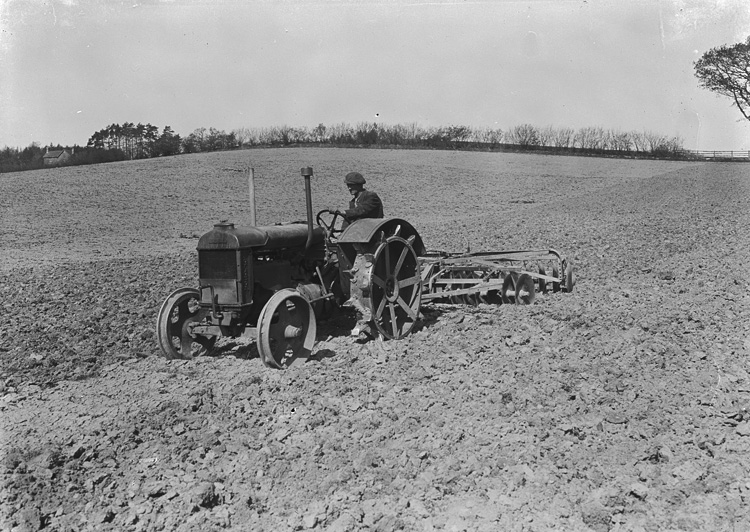
Fordson traktor tárcsázás közben

A T-modell műszaki megoldásait használva, 1917-ben a Ford is tervezett úgynevezett Fordson traktort, amiből nemcsak az amerikai farmerek vásároltak tízezer-szám, de a világ nagyon sok országába is eljutott. A két világháború között Magyarországon is használták. Amikor Henry Ford is beszállt a traktorgyártásba, a legnagyobb riválisai a saját T- és A-modellekből átépített traktorok voltak. Több száz gyártó készített átalakító csomagokat Ford autóihoz, mint például a Pullford Company. Az illinoisi Pullford 1916-ban bevezetett egy olyan átalakító szettet, ami mindössze 135 dollárba került, és egészen 1940-ig kapható volt. Ebbe beletartozott egy pár fogazott acélkerék, hátsó váz és olyan áttételek, amelyek lehetővé tették, hogy a jármű egy traktor sebességével haladjon. Ezt a csomagot főleg azoknak szánták, akik addig – a költséghatékonyság végett – lovakat használtak.
1922 tájt jelent meg az úgynevezett Raymond-traktor, amit a T-modell motorja hajtott. Különálló hátsó fékekkel és egy újszerű mechanikus ekeemelő szerkezettel látták el. Lehetőség volt a traktor vázára egy kapálógépet is felszerelni. A traktor használati utasításában azt állították, hogy miután a donor autóból kiszerelték a motort, a váltót, a hűtőberendezést és az üzemanyagtartályt, a fennmaradó alkatrészekből lehetséges volt egy négykerekű pótkocsit összeállítani.
Más cégek nem csupán átalakító csomagokat árultak, hanem késztermékeket is, mint például a Thieman Harvester Company. Ez a vállalat úgy tudott olcsó mezőgazdasági gépeket gyártani, hogy használt, vagy roncstelepen lévő autók motorját használta fel. Ennek köszönhetően képes volt akár 500 dolláros áron kínálni a traktorjait.

## Gyártás

### Tömeggyártás

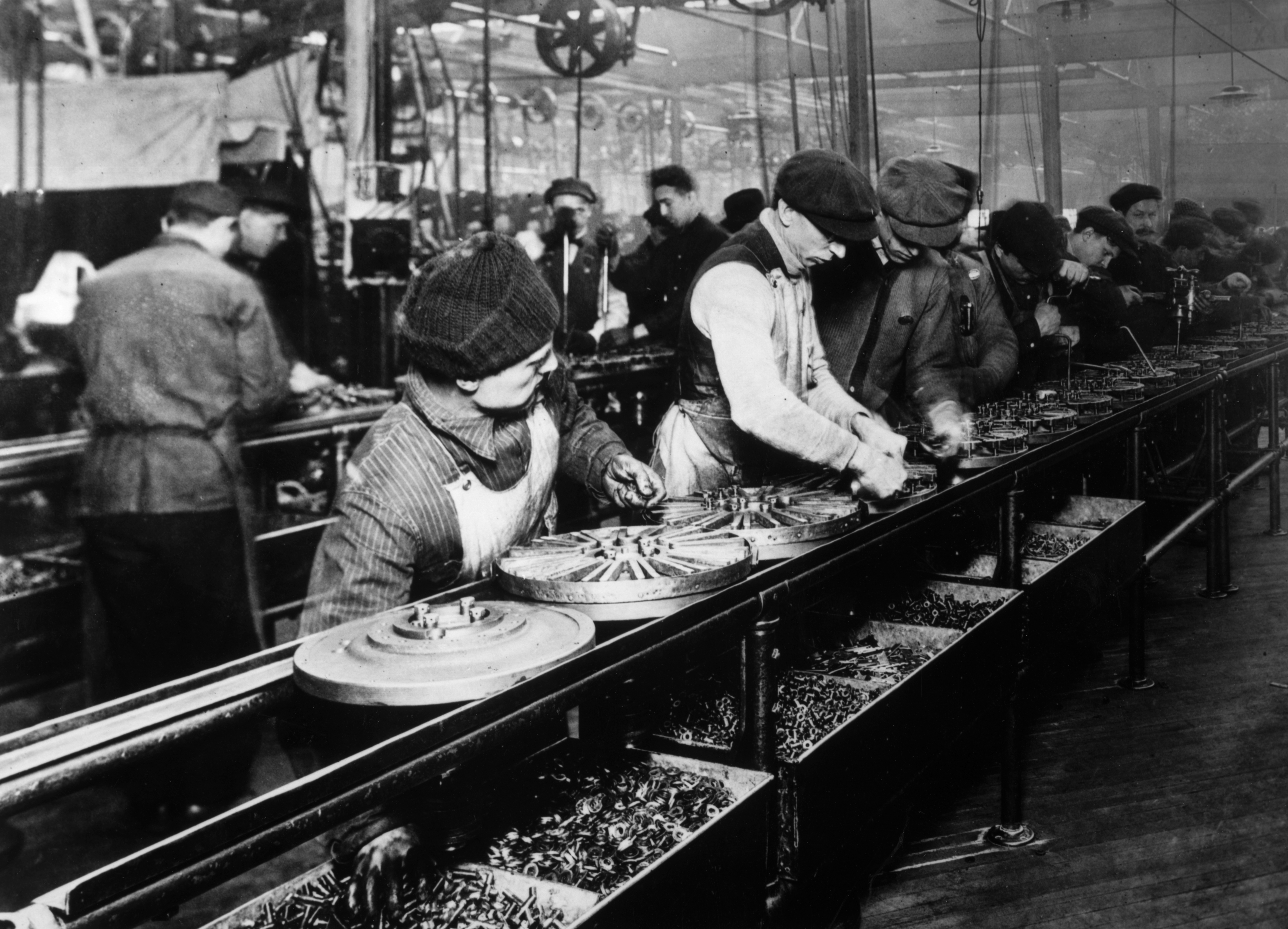
A gyártósor 1913-ban

A T-modell bevezetésének idején még az akkori eljárással készültek a járművek, azaz kézzel, ezért az így legyártott autók száma alacsony volt. Ford Piquette gyára nem tudta tartani a lépést az igényekkel, hisz az első hónapban csupán 11 példányt adtak át. Egyre több szerszámgépet kezdtek használni, hogy egyszerűbb legyen a gyártás. 1910-ben, miután 12 000 T-modellt összeszereltek, Henry Ford átköltöztette a gyárat az új, Highland Park-komplexumba. Ennek eredményeként már hárompercenként gördültek le Ford autói, sokkal gyorsabban, mint az előző gyártási módszerekkel, mivel a gyártáshoz szükséges időt és a munkaerőt lényegesen lecsökkentették.
1914-re már annyira modern lett a gyár, hogy csupán 93 perc kellett egy autó összeszereléséhez, az eredeti tizenkét és fél óra helyett. Ebben az évben Ford egymaga több autót gyártott, mint a világ összes többi járműgyártója együttvéve. A sikerhez az is hozzájárult, hogy a kezdetben alacsonynak mondható 2 dollár 34 centes napi béreket meg tudta duplázni. 1914. január 5-én Henry Ford bejelentette, hogy munkásai ötdolláros napibért kapnak és ezért nem kell naponta 8–9 óránál többet dolgozniuk. Az ötdolláros hírverés, túl azon, hogy kiváló marketingtrükk volt, azért nem mindenkire vonatkozott. A hat hónapos próbaidőt töltők, a nőtlenek, a válni szándékozók és azok a munkások, akik „erkölcstelen életet éltek”, nem kaphatták meg.
A T-modell annyira sikeres volt, hogy a cégnek 1917 és 1923 között már egyáltalán nem kellett reklámokra költenie. Összességében több mint 15 millió T-modell gördült le a gyártósorról, 1925-ben napi 9-10 ezret gyártottak, egy év alatt kétmillió darabot, vagyis többet, mint akkoriban bármely más autóból, és mindössze 240 dollárért. A T-modell eladási mennyiségét legelőször a Volkswagen Bogár szárnyalta túl, 1972. február 17-én.
Henry Ford ideológiája a T-modell terveivel kapcsolatban az volt, hogy azt elég egyszer tökéletesen megtervezni, és később nem kell változtatni rajta. Úgy hitte, hogy a T-modell az az autó, amire bárkinek valaha is szüksége lehet. Ahogy a konkurencia kényelmet és formatervi előnyöket nyújtott, mindezt piacképes áron, úgy veszített a piaci részesedéséből a T-modell. Tervezésbéli változtatásokból több volt, mint amennyit a közönség észrevett, de a változatlan modell ötlete megmaradt. 1927. május 26-án a Ford Motor Company leállította a T-modell sorozatgyártását, és elkezdte az átállást az A-modellre.
A modell gyártásának leállítását követően, 1941. augusztus 4-ig még 170 000 darabot gyártottak le annak motorjából, többek között szervizelés céljára. A versenyzők, rajongók és a modern hotrodosok előfutárai nagy teljesítményű, de olcsó motorokat készítettek blokkjából. A T-modell több fejlett technológiát alkalmazott, ilyen például a vanádiumacél. Strapabírósága elképesztő volt, sok belőle még manapság is működőképes, annak ellenére, hogy egy évszázad telt el gyártása óta. Bár Henry Ford ellenállt a legtöbb változtatásnak, úttörő szerepet vállalt a különböző mérnöki munkákban.
1908 és 1927 között összesen 15 007 033 T-modell készült. 2002-ben a Ford még utoljára legyártott fél tucat T-modellt, a 2003-as századik évfordulóra. Ezeket az autókat részben megmaradt korabeli vagy újonnan készített, de az eredeti tervrajzok alapján gyártott alkatrészekből állították össze. Annak ellenére, hogy a Ford Motor Company maga már nem gyárt alkatrészeket a T-modellhez, mások még megteszik azért, hogy kiszolgálják a még meglévő, több ezer T-modell igényeit.

### Újrahasznosítás
Henry Ford a környezettudatosság vagy egyszerűen csak a spórolás miatt a faládákat, amelyekben az alkatrészek érkeztek, szétszedette, és azokat is felhasználták a karosszérialemezeket tartó fakerethez. A T-modell gyártása során visszamaradt egyéb fölösleges fából „Kingsford” néven faszenet készítettek. A faszenet gyártó vállalat eredetileg Ford Charcoal néven működött, majd a neve Kingsford Charcoalra módosult, Ford rokona, E.G. Kingsford után.

### Az első világautó
A T-modell volt a világ legelső autója, amit egyidejűleg gyártottak különböző országokban, így Kanadában, Angliában, Németországban, Argentínában, Franciaországban, Spanyolországban, Dániában, Norvégiában, Belgiumban, Brazíliában, Mexikóban, Japánban és Amerikában több helyütt is.
Az Aeroford egy angol gyártású autó volt, amit a londoni Bayswaterben gyártottak, 1920-tól 1925-ig. Lényegében ez is egy T-modell volt, határozott motorháztetővel és hűtőráccsal, ami azt a célt szolgálta, hogy eltérő kinézete miatt úgy tűnjön, mintha teljesen más fejlesztés lenne. Az Aeroford ára 1920-ban 288 angol font volt, majd 1925-re 168-214 angol fontra csökkent. Kétszemélyes, négyszemélyes és kupé kivitelben árusították.

## Reklámozás és értékesítés

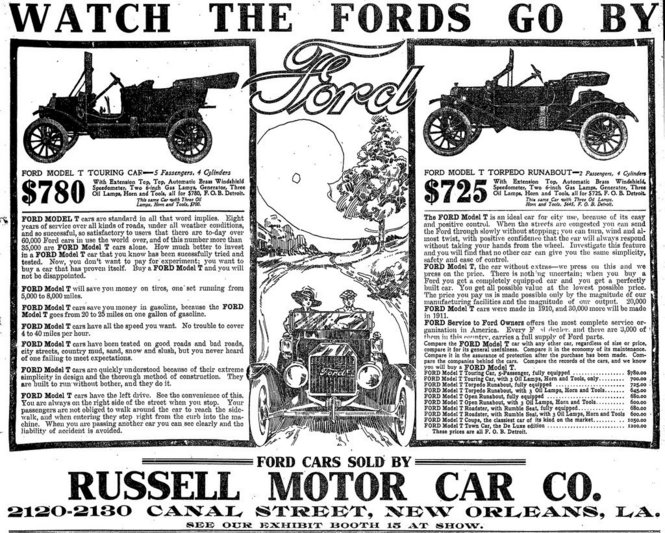
1911-es hirdetés New Orleans egyik újságjában

A piacra történő bevezetés érdekében a Ford Motor Company Detroitban igen komoly reklámkampányt indított. Ennek keretében különböző reklámokat készítettek, hirdetéseiket megjelentették a sajtóban, de újságcikkek is születtek az új autóról. 1908. október 1-jén került piacra az első, amit akkor még 825 amerikai dollárért lehetett megvásárolni.
A vállalat márkakereskedői hálózata lehetővé tette, hogy Észak-Amerika szinte összes városában kapható legyen a T-modell. Az autókereskedők a modellel együtt magát az autózást is reklámozták, és különböző autóklubok támogatták a kezdő autósokat a környezetük látványosságainak feltérképezésében. A Ford mindig is lelkesedett, ha gazdáknak kellett eladni, akik úgy néztek a járműre, mint egy olyan kereskedelmi eszközre, ami segíti az üzletvitelüket. Az eladások ugrásszerűen növekedtek, voltak olyan évek, amelyek 100%-os többletreladást mutattak az előző évihez képest.
1914-ben 250 000 darabot adtak el. 1916-ra, az alap túraautó ára csökkentésének köszönhetően, az eladások elérték a 472 000 darabot.

## Autóklubok
Az 1919 előtti autók Amerikában „veteran car”-nak (nem összekeverendő a magyar veteránautó szóval), az azutániak pedig „vintage car”-nak számítanak. Manapság négy jelentősebb klub működik, amelyek tevékenységükkel a T-modell fennmaradását és megújítását segítik: a Model T Ford Club International, a Model T Ford Club of America és a Model T Ford Club of Victoria, amelyeknek sok olyan tagja is van, akik ausztráliai gyártású T-modellel rendelkeznek. Ausztrália saját magának építette a kocsiszekrényeket, így ez több ponton is eltér az amerikaitól vagy kanadaitól. Az angliai „Model T Ford Register of Great Britain” az 50. születésnapját ünnepelte 2010-ben. Több acélalkatrészét még ma is gyártják, emellett még üvegszálas karosszéria replikákat is készítenek, amelyek híresek az úgynevezett „T-bucket” típusú hotrodoknál, ezek valójában a T-modellre nyomokban hasonlító, szinte teljes mértékben átalakított járművek.

## T-modell a művészetekben
- John Steinbeck Cannery row című novellájában található utalás a T-modellre.
- Aldous Huxley Szép új világ című regényében.
- Az 1930-as évek több híres filmjében, mint például a The Three Stooges című filmben, Stan és Pan T-modellt vezetett.
- A Pixar 2006-os animációs filmjében, a Verdákban az egyik szereplő, Lizzie, egy 1923-as T-modell, „aki” egy szuvenírboltban dolgozik az amerikai 66-os országút mellett.

## Képgaléria

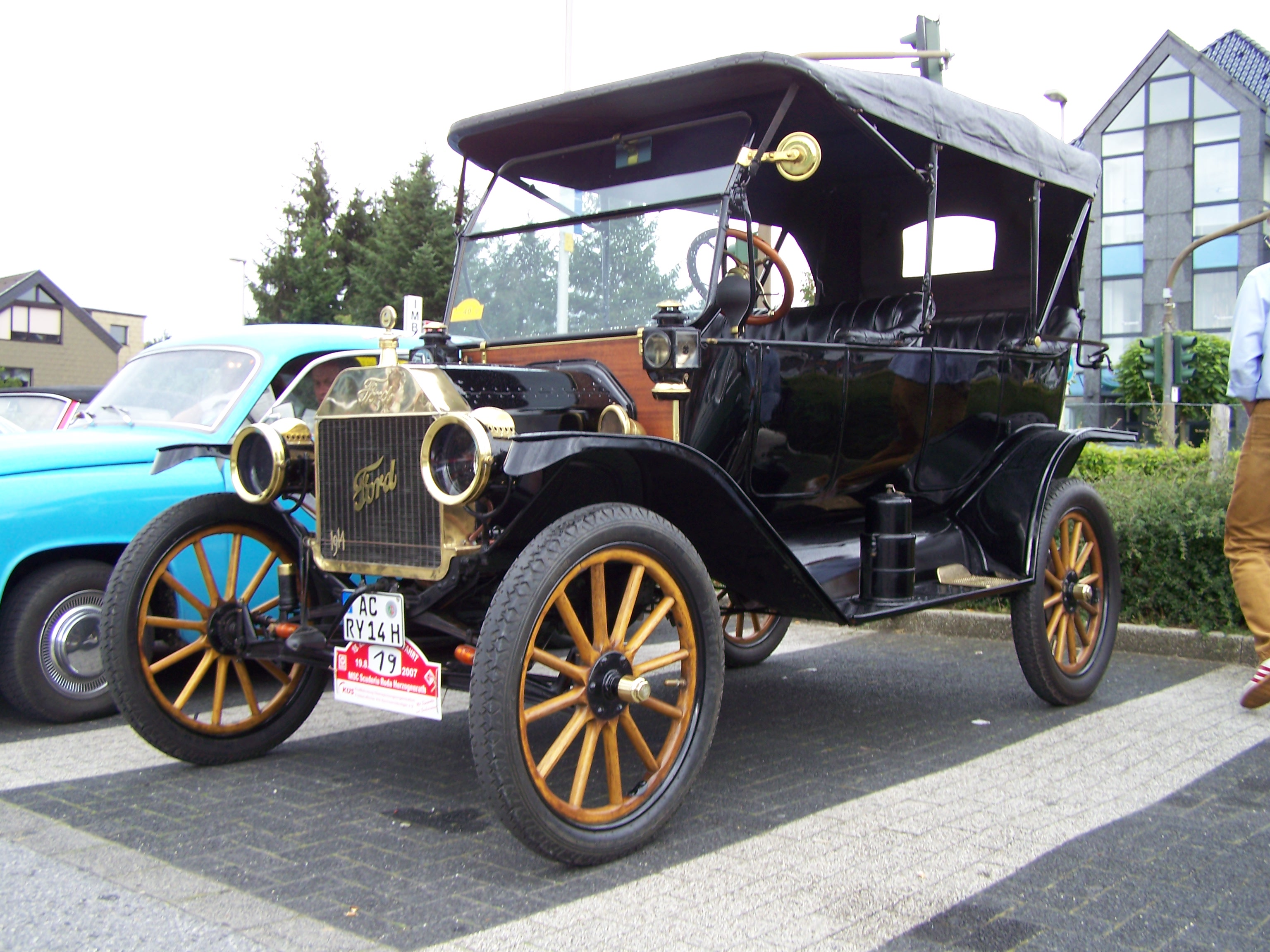
1914-es Ford T Modell
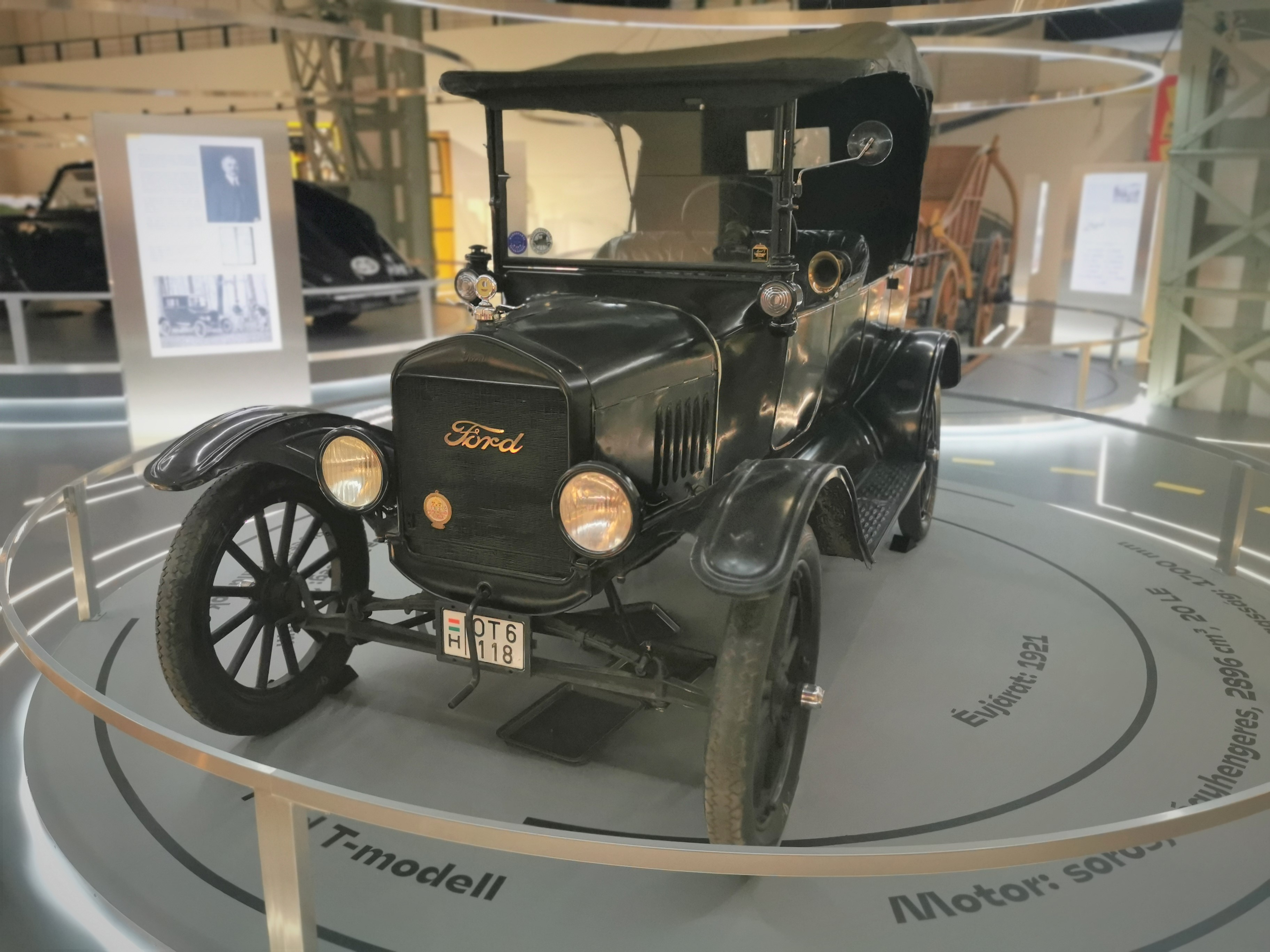
1921-es Ford T Modell
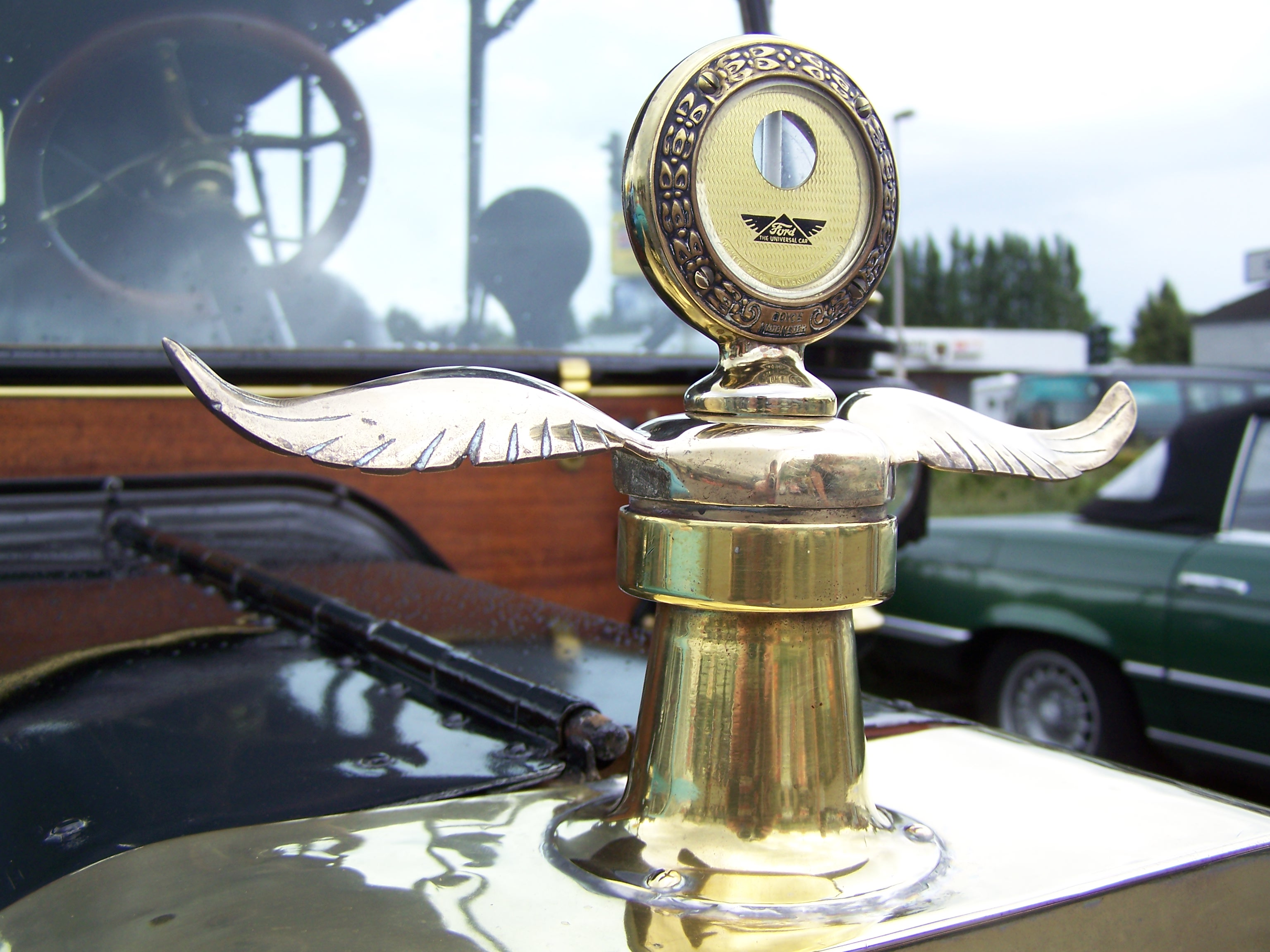
Márkajelzés és motorhőmérséklet-jelző
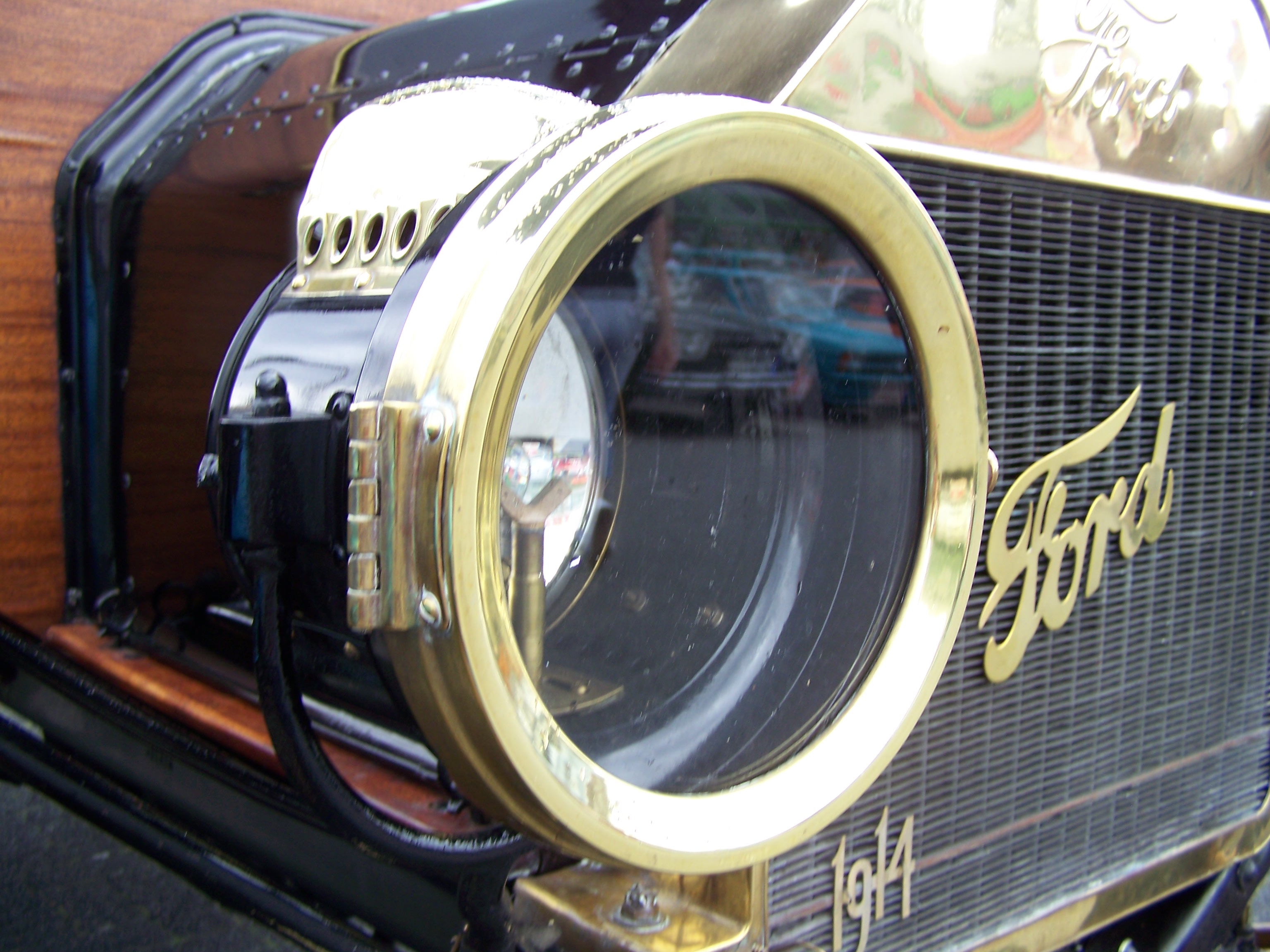
1914-es fényszóró
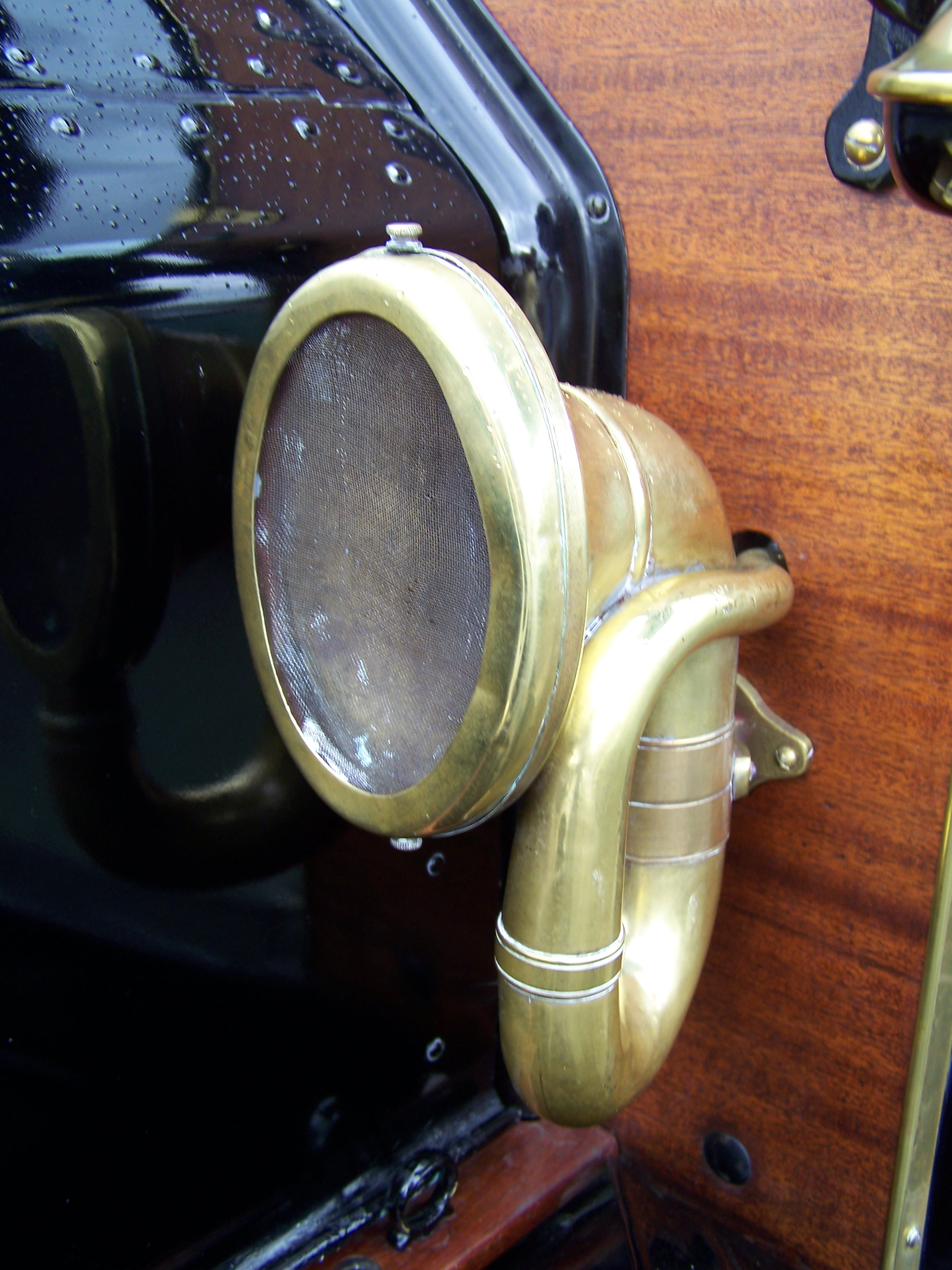
Hangjelző kürt
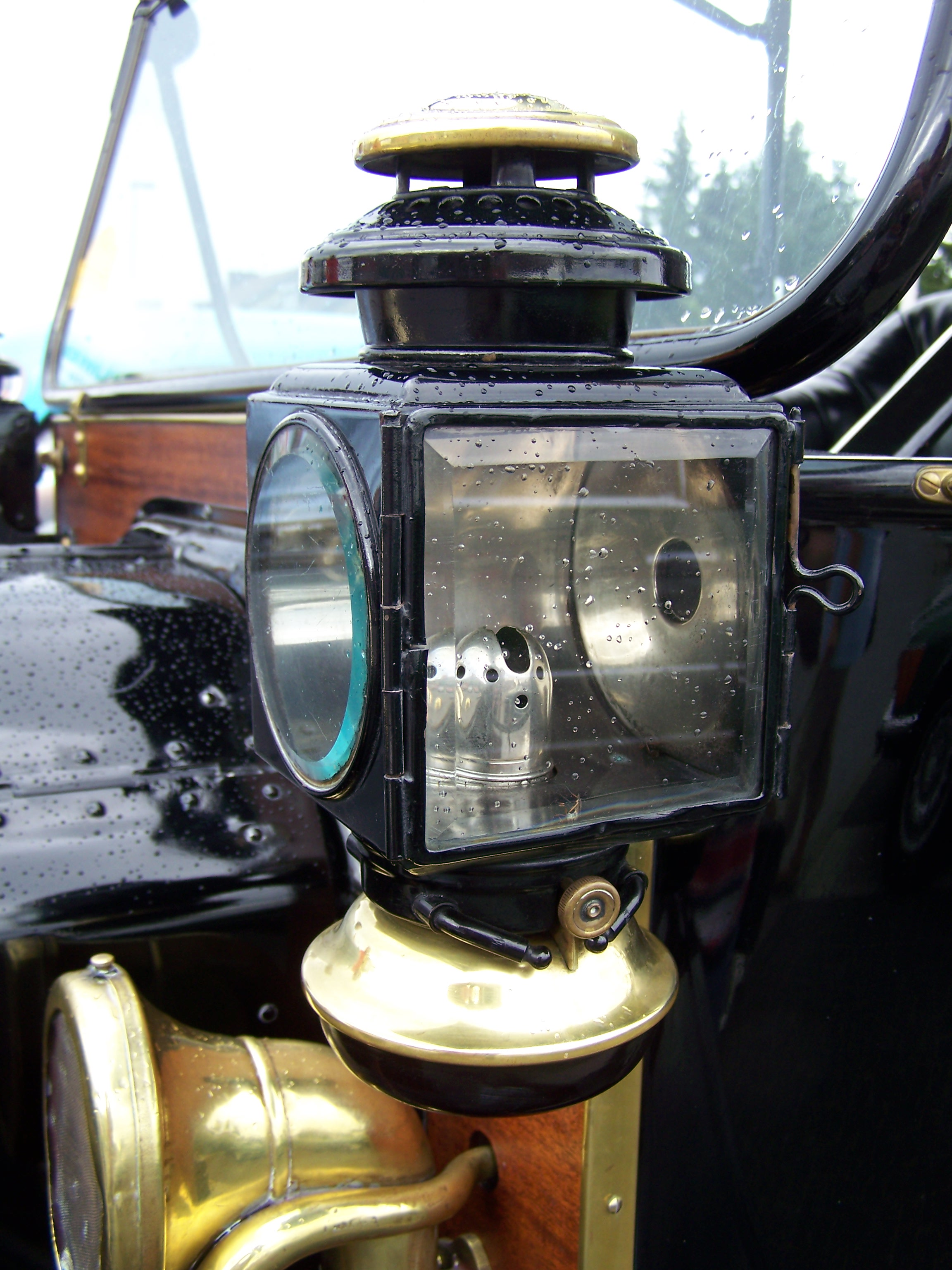
Gázlámpa
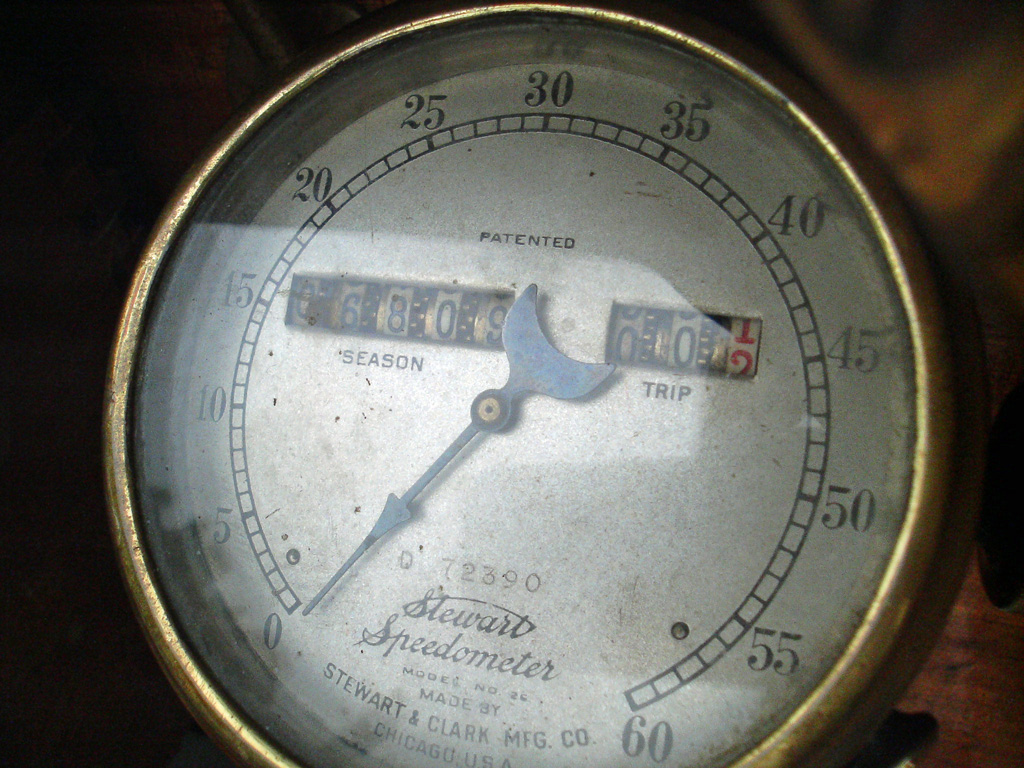
Sebességmérő óra
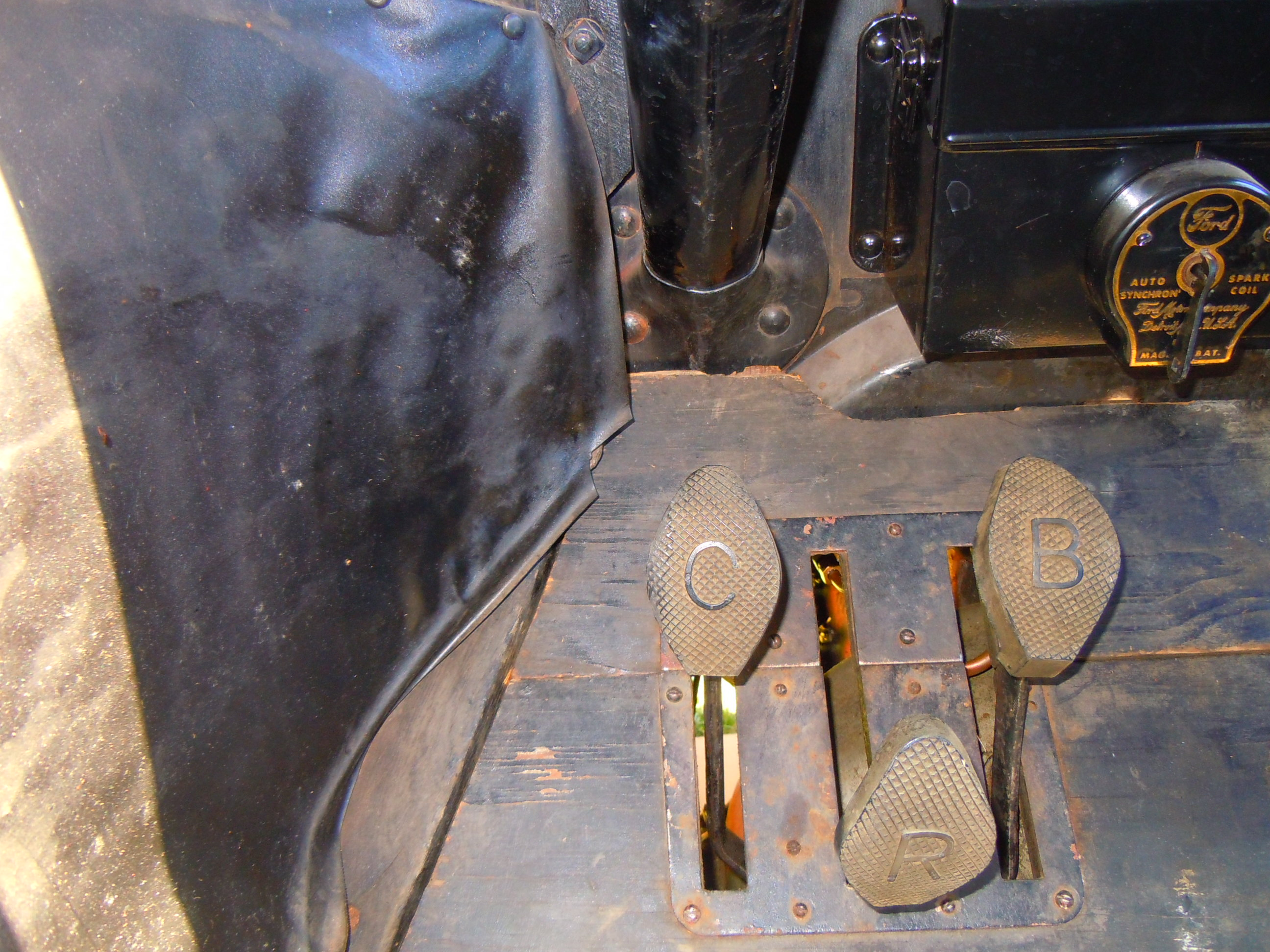
A pedálok: C=tengelykapcsoló, R=hátramenet, B=fék
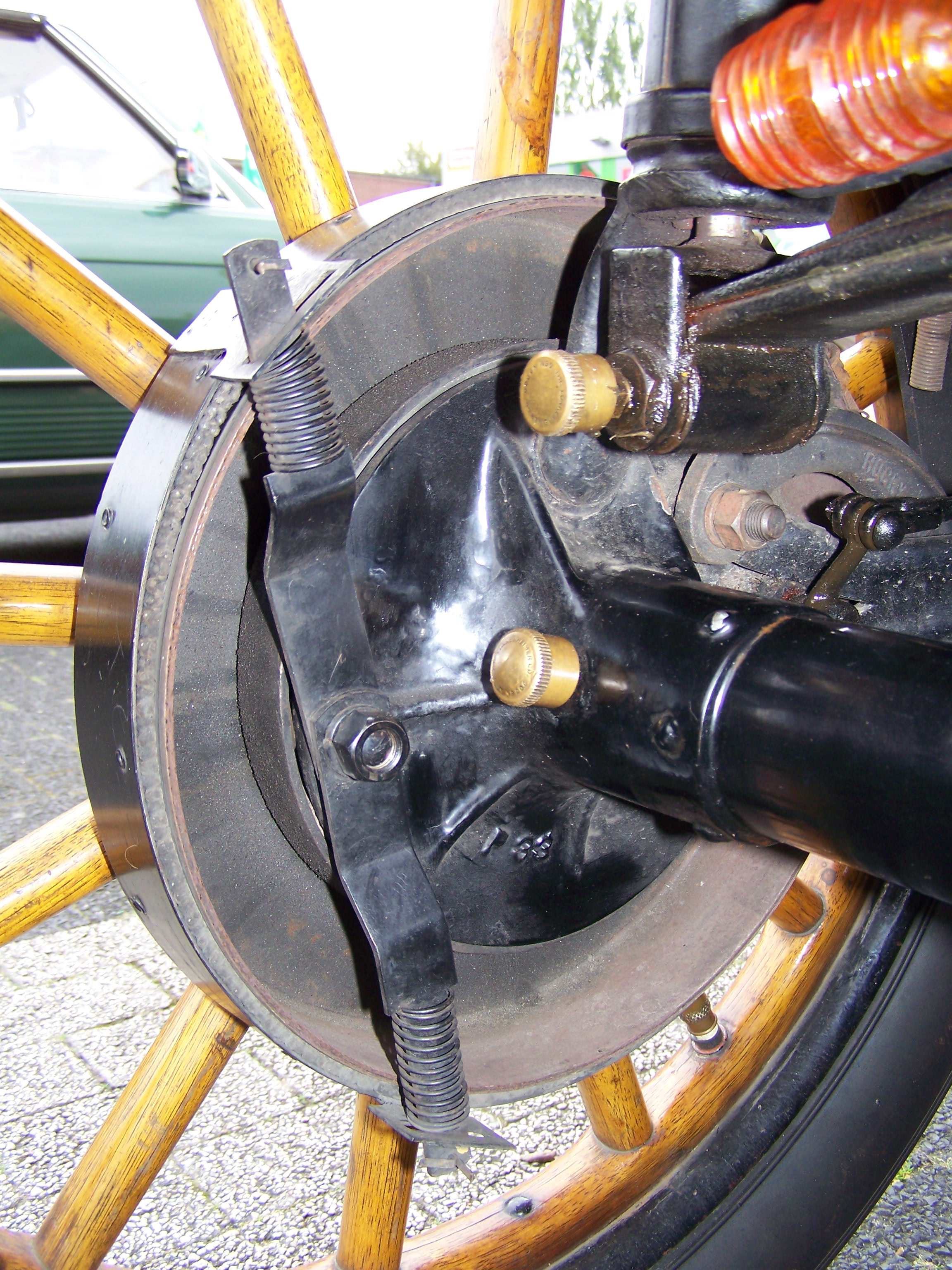
Fékrendszer
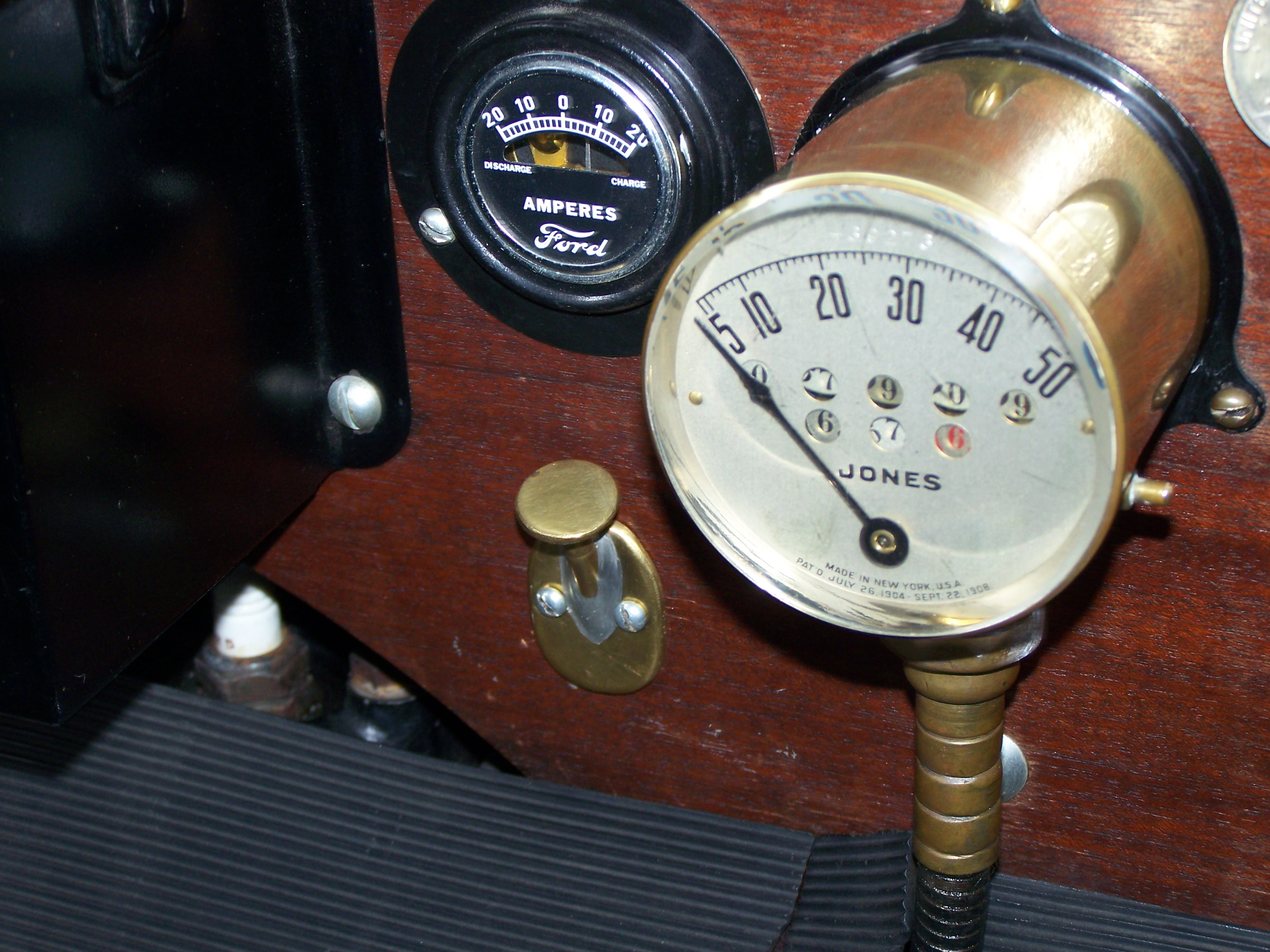
Műszerfal 1914-ből
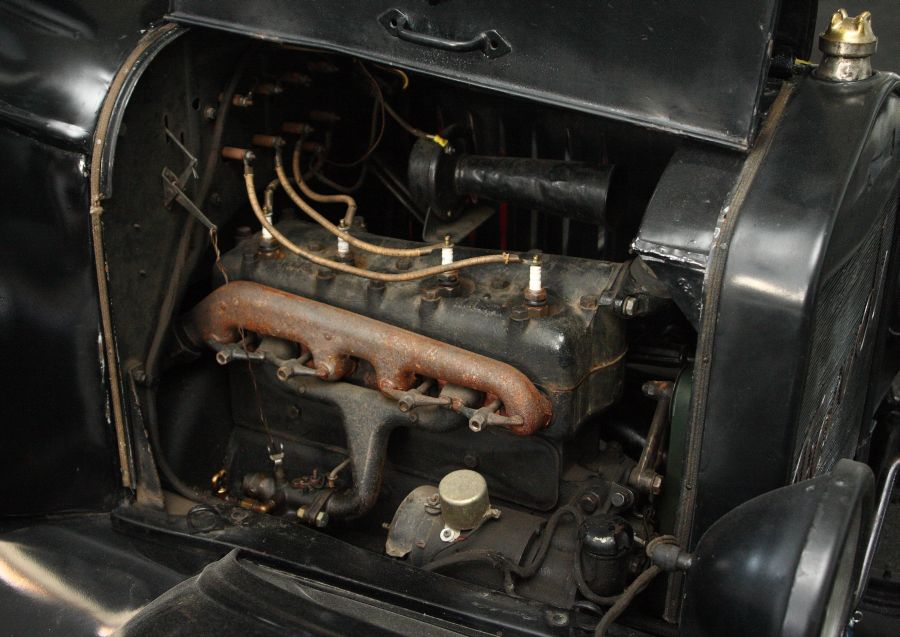
1923-as kocsi motorja
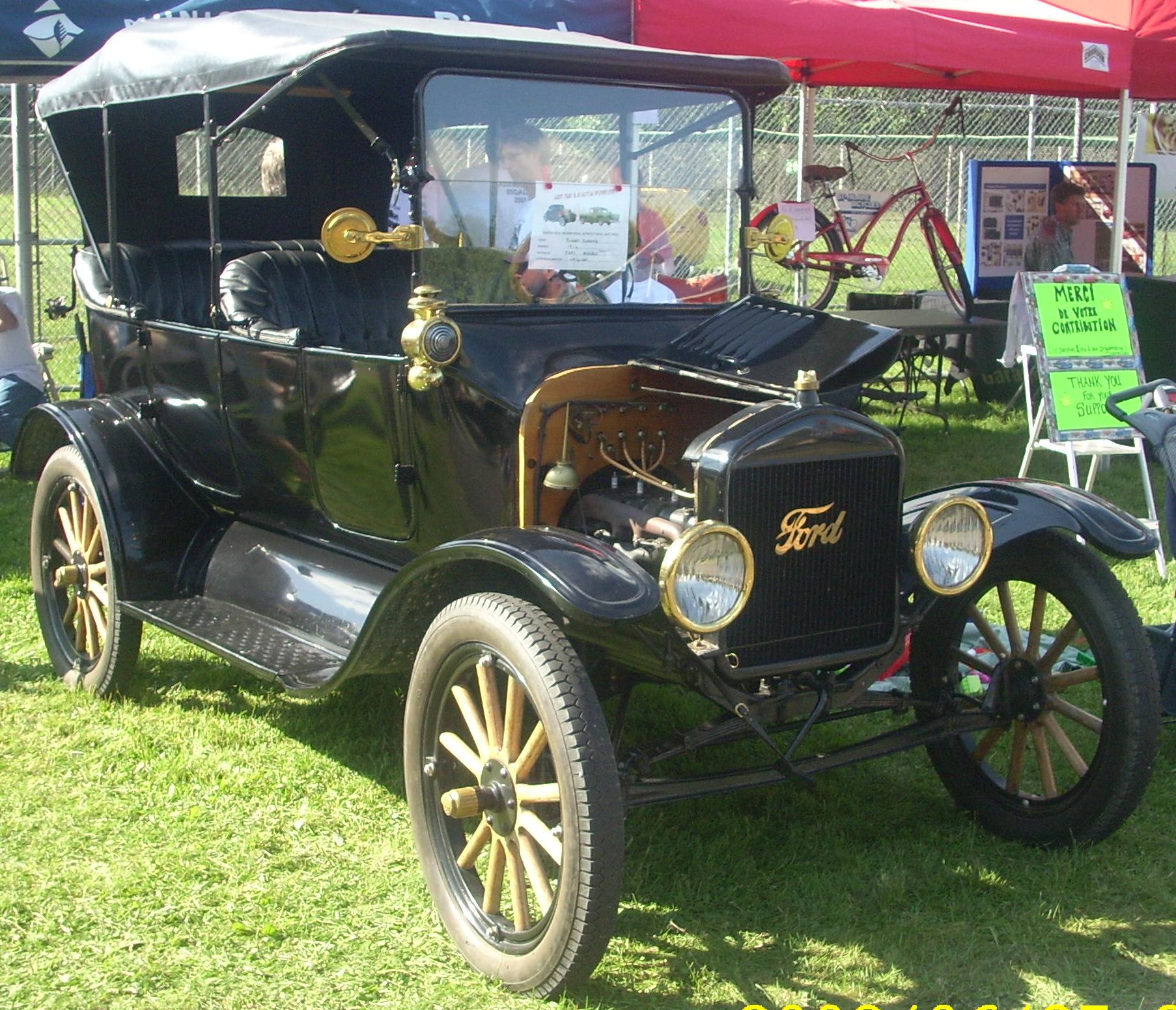
1916-os Ford T-Modell
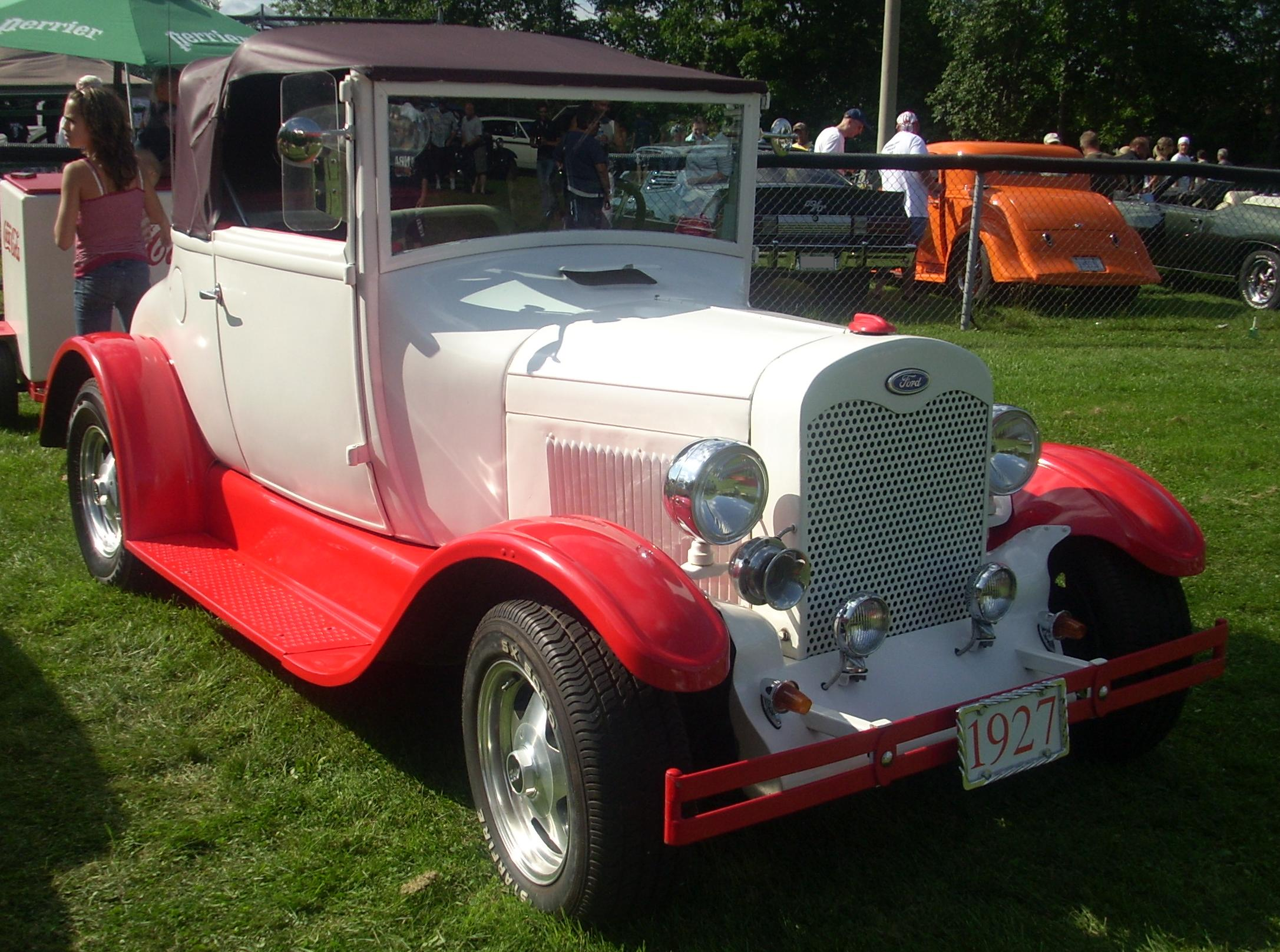
Egy 1927-es Ford T Modell modern feldolgozása

## Fordítás
- Ez a szócikk részben vagy egészben  a   Ford Model T című angol Wikipédia-szócikk ezen változatának fordításán alapul.  Az eredeti cikk szerkesztőit annak laptörténete sorolja fel. Ez a jelzés csupán a megfogalmazás eredetét és a szerzői jogokat jelzi, nem szolgál a cikkben szereplő információk forrásmegjelöléseként.